# Rosantina de Jesus Marçal

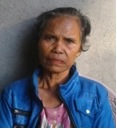
Rosantina de Jesus Marçal

Rosantina de Jesus Marçal (* 13. August 1963 in Holarua, Portugiesisch-Timor) ist eine osttimoresische Unabhängigkeitsaktivistin.
Marçal war in der indonesischen Besatzungszeit eine Unterstützerin des Widerstands. 1982 versteckte sie für mehr als zwei Wochen Ma'huno Bulerek Karathayano, den späteren Kommandeur der Forças Armadas de Libertação Nacional de Timor-Leste (FALINTIL), in ihrem Haus in Batarklau (Aldeia Fahiluhan, Suco Holarua). Marçal wurde dafür 2016 mit der  Medal des Ordem de Timor-Leste ausgezeichnet.